# 科羅拉 (北卡羅萊納州)
科羅拉（英語：Corolla）是位於美國北卡羅萊納州柯里塔克縣的非建制地區。

## 歷史
科羅拉的郵局自1895年營運至今。

## 地理
科羅拉所處的海拔為高於海平面1米（即3英呎），而該地所採用的時區為UTC-5，即北美东部时区（EST）。同時該地設有夏令時間，為UTC-5調快一小時，即UTC-4（EDT）。